# Digitaria pseudodiagonalis
Digitaria pseudodiagonalis är en gräsart som beskrevs av Emilio Chiovenda. Digitaria pseudodiagonalis ingår i släktet fingerhirser, och familjen gräs. Inga underarter finns listade i Catalogue of Life.